# Drukoplossing

Drukoplossing als mechanisme voor compactie en cementatie in een klastisch gesteente waarvan de poriënruimtes met water verzadigd zijn. Links de situatie voor compactie: rode pijlen geven de vlakken van maximale spanning aan, blauwe lijnen de stroom van opgeloste deeltjes. Rechts de situatie na compactie: klasten zijn aan elkaar gegroeid. In licht gekleurde gebieden zijn nieuwe mineralen uitgekristalliseerd.

Drukoplossing (Engels: pressure solution) is een mechanisme waarmee in gesteente diagenese of deformatie plaats kan vinden. Drukoplossing gaat ervan uit dat in het materiaal water aanwezig is, bijvoorbeeld als grondwater in poriënruimtes. Bij drukoplossing vindt oplossing van materiaal (in de vorm van een bepaald mineraal) plaats op plekken of langs vlakken die onder relatief hoge spanning staan, terwijl op plekken waar lagere spanning heerst juist mineralen neerslaan. Opgeteld betekent dit dat er door diffusie van deeltjes in oplossing materiaal verplaatst wordt binnenin het gesteente.

## Principe
Veel gesteentevormende mineralen (zoals calciet en kwarts) zijn goed oplosbaar in grondwater. Dat er netto geen oplossing plaatsvindt komt doordat het grondwater al verzadigd is in deze mineralen. Een hogere druk kan de oplosbaarheid echter vergroten.
In gesteenten kan de druk (in de vorm van spanning) zeer plaatselijk kleine verschillen vertonen. Dit kan bijvoorbeeld in zand, waar de lithostatische druk verdeeld wordt over de plekken waar korrels elkaar raken. Ook als de spanning in een gesteente niet in alle richtingen gelijk is (er heerst dan een differentiaalspanning) zijn er op verschillen in oplosbaarheid, in dat geval in verschillende oriëntaties. Spanningsverschillen kunnen worden veroorzaakt door verschillen in dichtheid, die bijvoorbeeld veroorzaakt worden door sedimentaire structuren, of door tektoniek.
Als op bepaalde vlakken in gesteente een grotere spanning staat is daar de oplosbaarheid iets groter dan op andere vlakken. Hier zal het evenwicht van de oplossingsreactie iets anders liggen en er zullen relatief meer deeltjes in oplossing gaan. Op vlakken waar juist minder spanning staat is de oplosbaarheid kleiner en zal het mineraal uit de oplossing kristalliseren, daarbij nieuw cement vormend.

## Drukoplossing bijlithificatie
In een klastisch gesteente zoals zandsteen zal de grootste spanning heersen op plekken waar de klasten (korrels) elkaar raken. Op deze plekken lost minstens een van beide korrels op. Het gevolg is dat de korrels steeds verder in elkaar gedrukt worden. Tegelijkertijd kan het opgeloste mineraal neerslaan aan de binnenkant van de poriën. Zodoende kunnen compactie en cementatie van een gesteente tegelijkertijd plaatsvinden.

## Drukoplossing als deformatiemechanisme
Als gesteente onder druk staat kan drukoplossing ook plaatsvinden door oplossing langs bepaalde vlakken ongeveer loodrecht op de hoofdspanningsrichting. Deze vlakken vormen onregelmatige structuren in het gesteente, die stylolieten genoemd worden. Stylolieten zijn vaak plekken waar minder goed oplosbare mineralen, zoals mica's of ertsmineralen, zijn geconcentreerd. Het materiaal kan tegelijkertijd neerslaan in aders die een oriëntatie hebben parallel aan de hoofdspanningsrichting. In dit geval is het resultaat dat het gesteente vervormt. Drukoplossing speelt waarschijnlijk een belangrijke rol in de vorming van splijtingen in laaggradig metamorf gesteente als leisteen.